# San Marco la Catola
San Marco la Catola es una localidad y comune italiana de la provincia de Foggia, región de Apulia, con 1.139 habitantes.

## Evolución demográfica
| Gráfica de evolución demográfica de San Marco la Catola entre 1861 y 2001 |
|                                                                           |
| Fuente ISTAT - elaboración gráfica de Wikipedia                           |